# وو ۲۷۰۵
سیارک ۲۷۰۵ (به انگلیسی: 2705 Wu، نامگذاری:1980TD4) دو هزار و هفتصد و پنجمین سیارک کشف شده‌است که در ۹ اکتبر ۱۹۸۰ کشف شد.
قدر مطلق سیارک برابر ۱۳٫۶۰ است.